# Ta (militär)
Ta är en militär term för ambitionen med ett anfall. Att ta innebär att målet är att erövra terrängen. Huruvida fienden dödas eller bara drivs på flykt är av mindre betydelse, det centrala är att terrängen eller objektet tas i besittning.
Ta skiljs från ambitionen att slå, då det centrala är att tillfoga fienden kännbara förluster, huruvida terrängen eller objektet tas eller förstörs under ett sådant anfall är av mindre betydelse.